# Alfred Ditte
Alfred Ditte (né le 20 octobre 1843 à Rennes et mort le 7 novembre 1908 dans le 5e arrondissement de Paris) était un chimiste français.

## Biographie

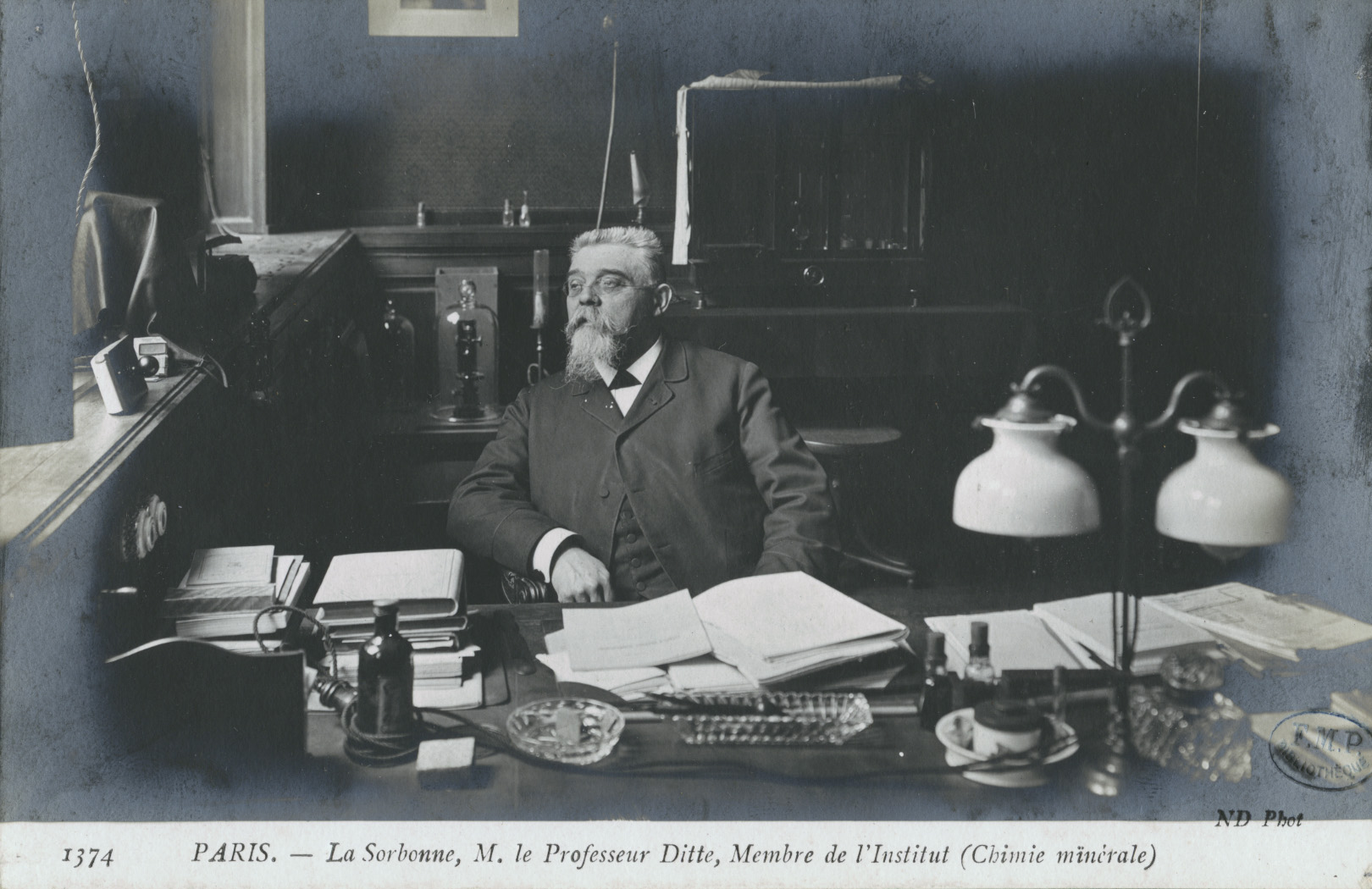

Il est reçu à l'Ecole normale en 1864 et entre dans le laboratoire de Henri Sainte-Claire Deville. Nommé d'abord professeur à la faculté des sciences de Caen, il revient à Paris en 1888 où il remplace Henri Debray à la chaire de chimie à la Sorbonne, il enseigne la mécanique chimique basée sur la thermochimie.
Il étudie l'acide iodique et ses dérivés, le vanadium, l'étain et l'antimoine, travaille sur les phénomènes de dissociation puis sur l'action des dissolvants, explique comment certains sels se décomposent dans l'eau et détermine les réactions d'équilibre dans les dissolutions, reproduit de nombreux corps comme les wagnérites et les apatites.
Il est élu membre de l'Académie des sciences le 29 novembre 1897 (section de chimie) en remplacement de Paul Schutzenberger.

## Publications
- Traité élémentaire de chimie fondée sur les principes de la thermochimie; Dunod, 1884
- Notice sur les travaux scientifiques de M. Alfred Ditte, Professeur de Chimie minérale à la Faculté des Sciences de Paris, Lauréat de l'Institut, Membre de l'Académie des Sciences, Paris, Flammarion, 1894
- Metals in the atmosphere, 1905
- Biographies scientifiques, la Revue Scientifique—19 janvier 1889
- Les classifications en chimie, la Revue Scientifique—11 novembre 1890
- Les réactions thermiquement indifférentes, la Revue Scientifique—19 décembre 1891
- Traité élémentaire d'analyse qualitative des matières minérales, Dunod (Paris), 1893, Texte en ligne disponible sur LillOnum
- Biographies scientifiques : Henri Sainte-Claire Deville, la Revue Scientifique—30 novembre 1895
- Éléments et corps simples, la Revue Scientifique—11 décembre 1897
- Du rôle de l’énergie mécanique dans les transformations chimique de la matière, la Revue Scientifique—26 novembre 1898
- Les métaux dans l’antiquité, la Revue Scientifique—25 novembre 1899
- Des métaux dans le ciel, la Revue Scientifique—17 novembre 1900
- Rôle du temps dans les transformations chimiques, la Revue Scientifique—30 novembre 1901
- Les métaux dans les eaux naturelles, la Revue Scientifique—29 novembre 1902
- Les métaux dans l’atmosphère, la Revue Scientifique—3 décembre 1904